# موزه سیمون جاناشیا گرجستان

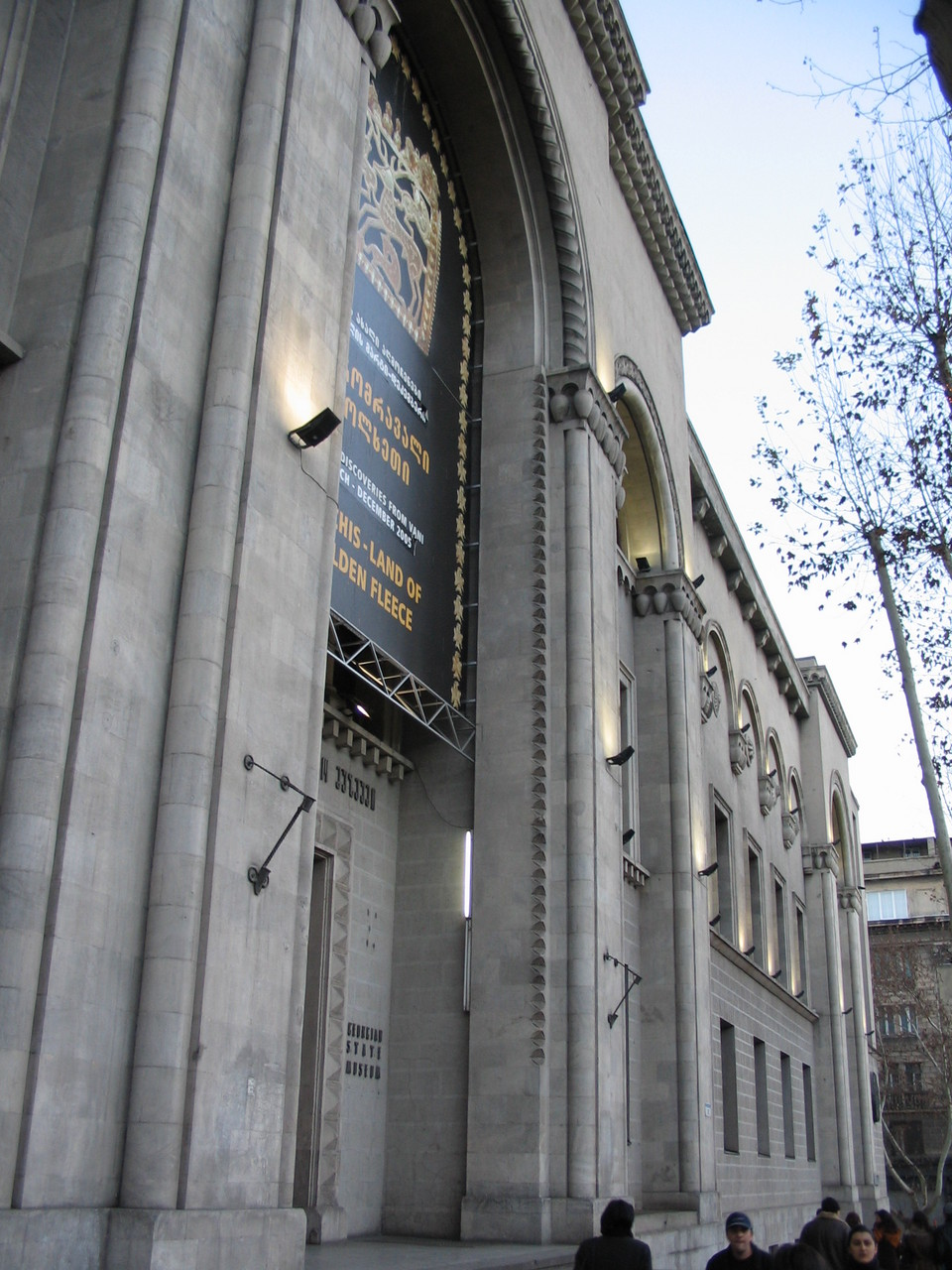
موزه سیمون جاناشیا گرجستان

موزه سیمون جاناشیا گرجستان (گرجی: სიმონ ჯანაშიას სახელობის საქართველოს მუზეუმი) که سابقاً با نام موزه ملی تاریخ گرجستان نیز شناخته می‌شود موزه اصلی تاریخ کشور گرجستان است که به نام سیمون جاناشیا تاریخ‌نگار گرجی نام‌گذاری شده‌است. این موزه در سال ۱۸۵۲ در شهر تفلیس تأسیس شده‌است.
این موزه صدها هزار اثر هنری از باستان‌شناسی و مردم‌شناسی گرجستان و قفقاز را در خود جای داده و پیشرفت فرهنگ گرجستان از عصر برنز تا اوایل قرن بیستم را نشان میدهد.

## نگارخانه

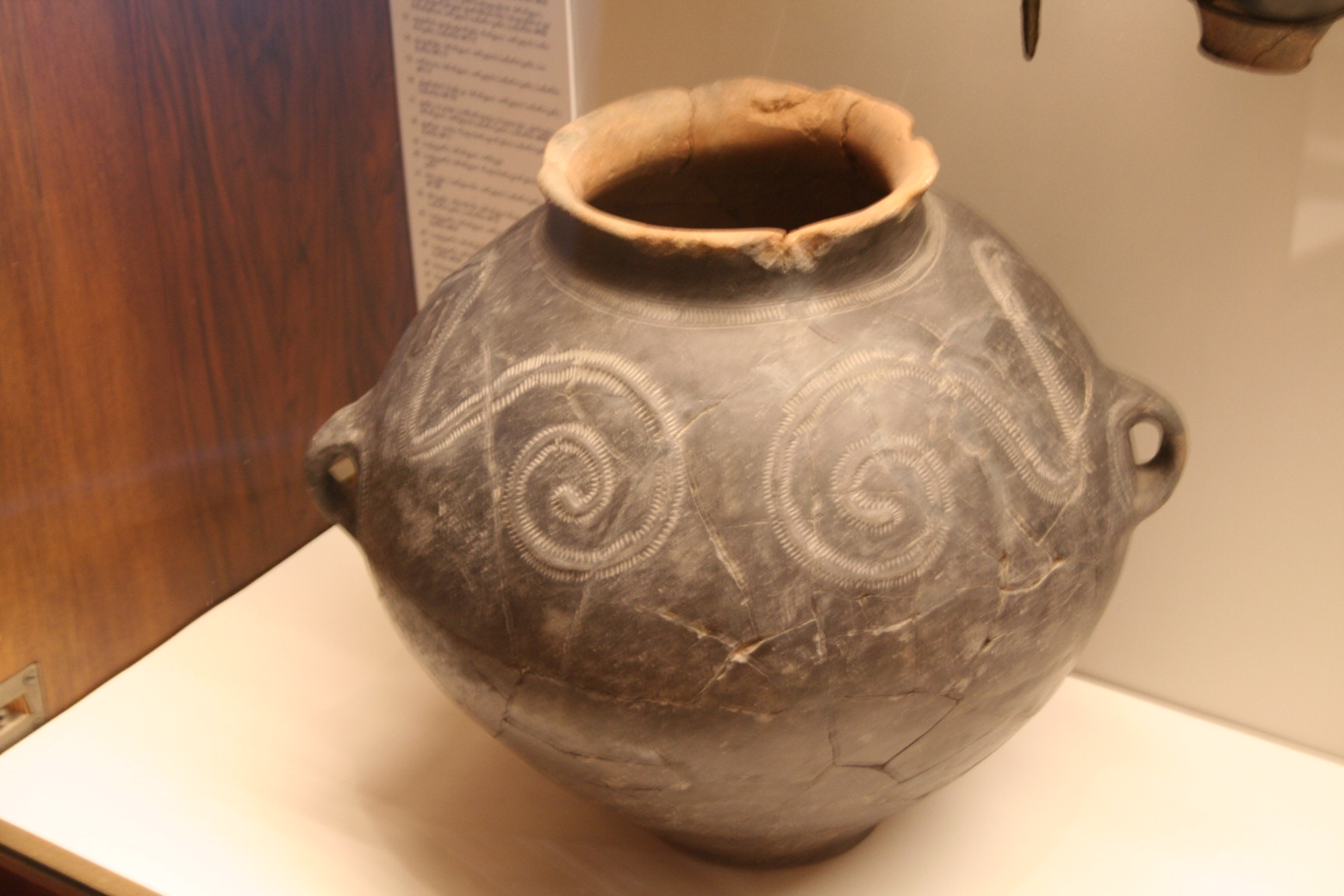
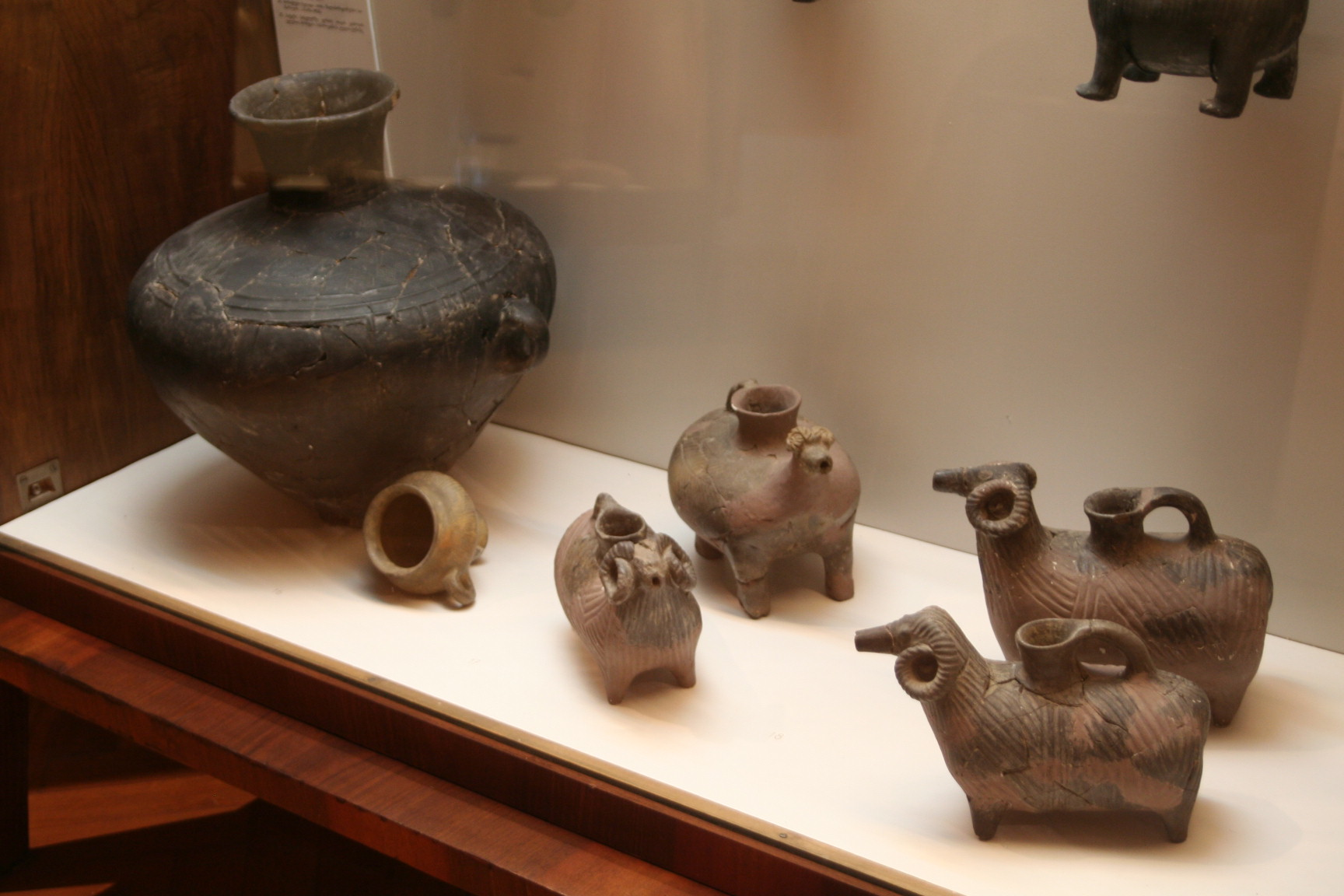
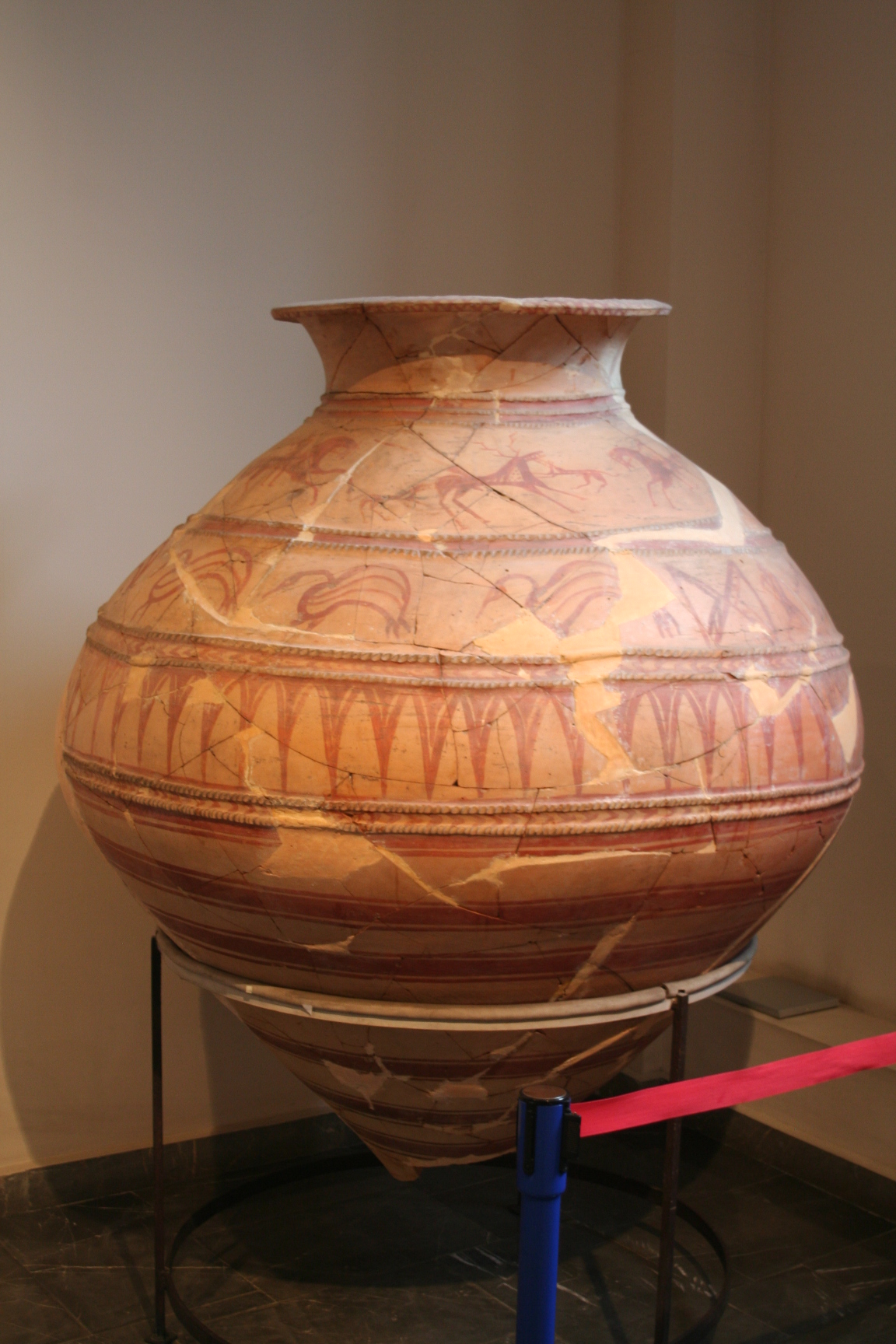
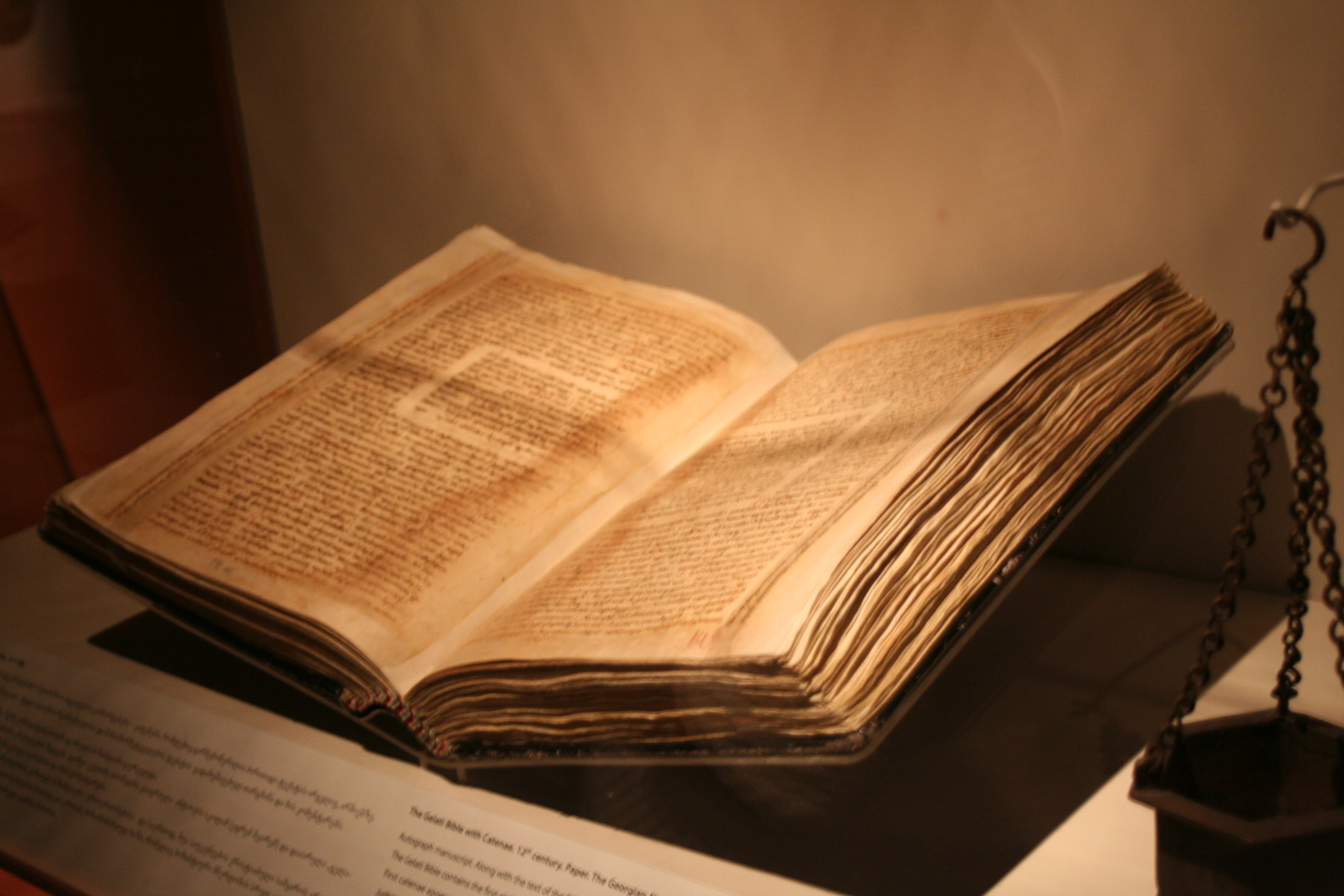
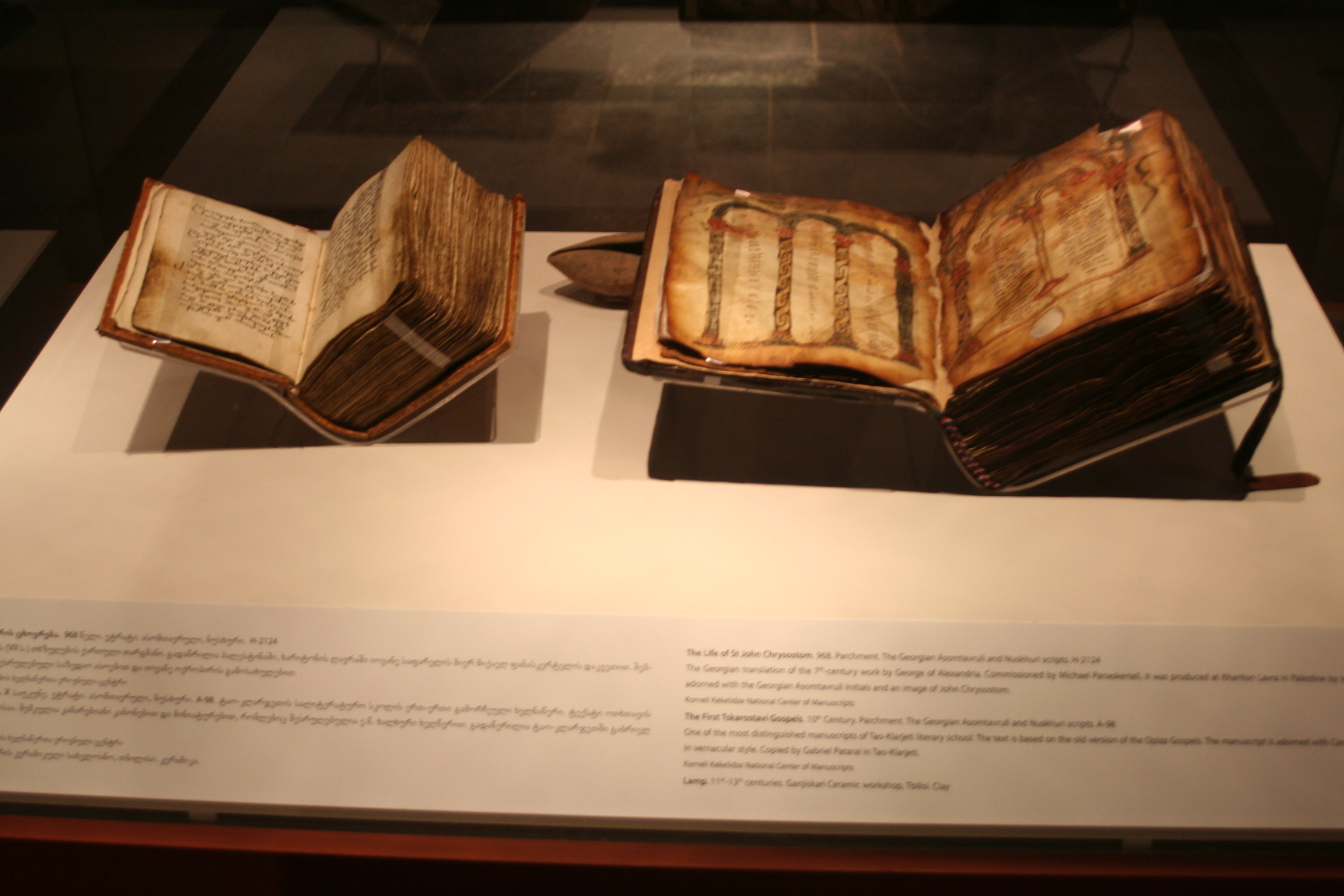
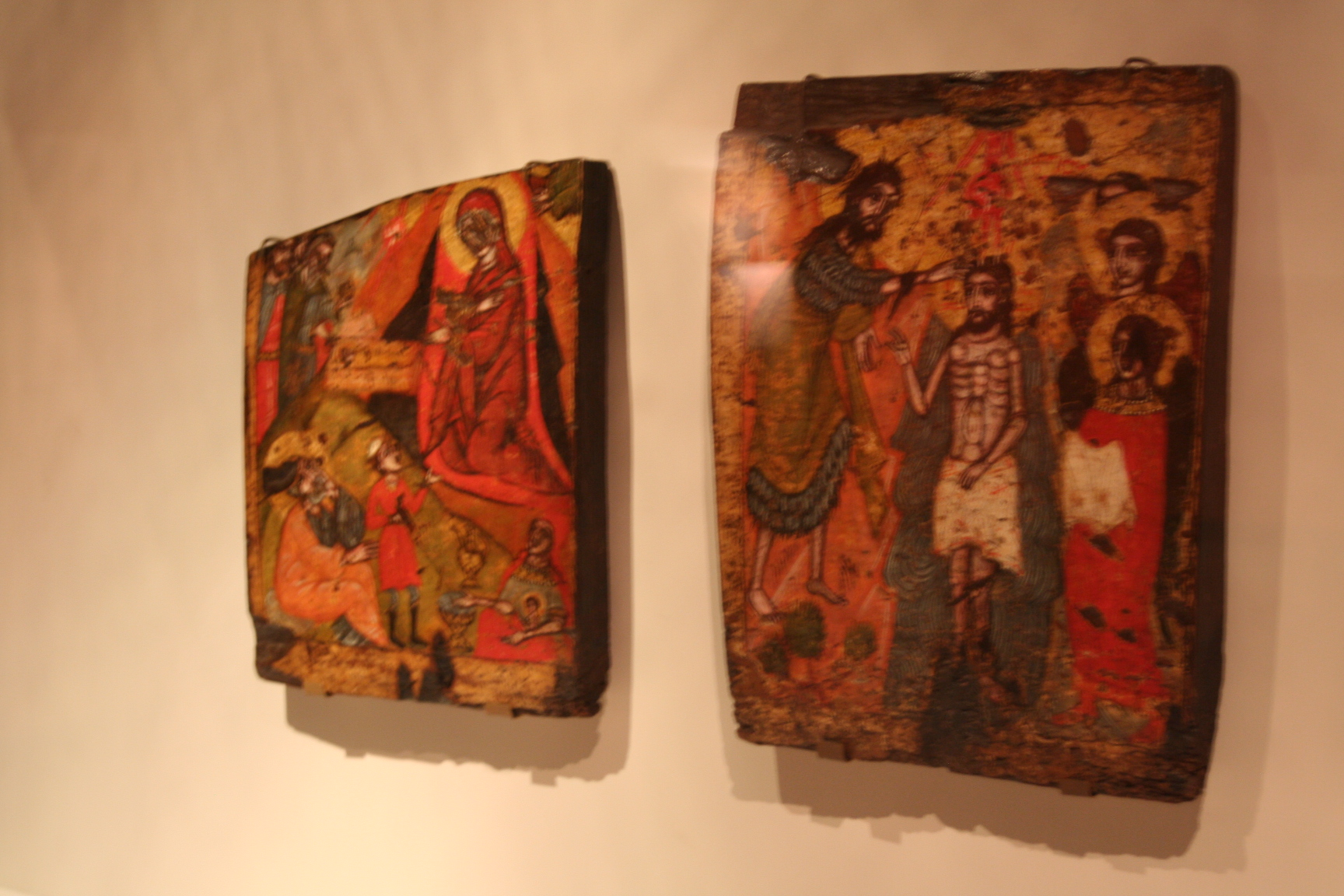
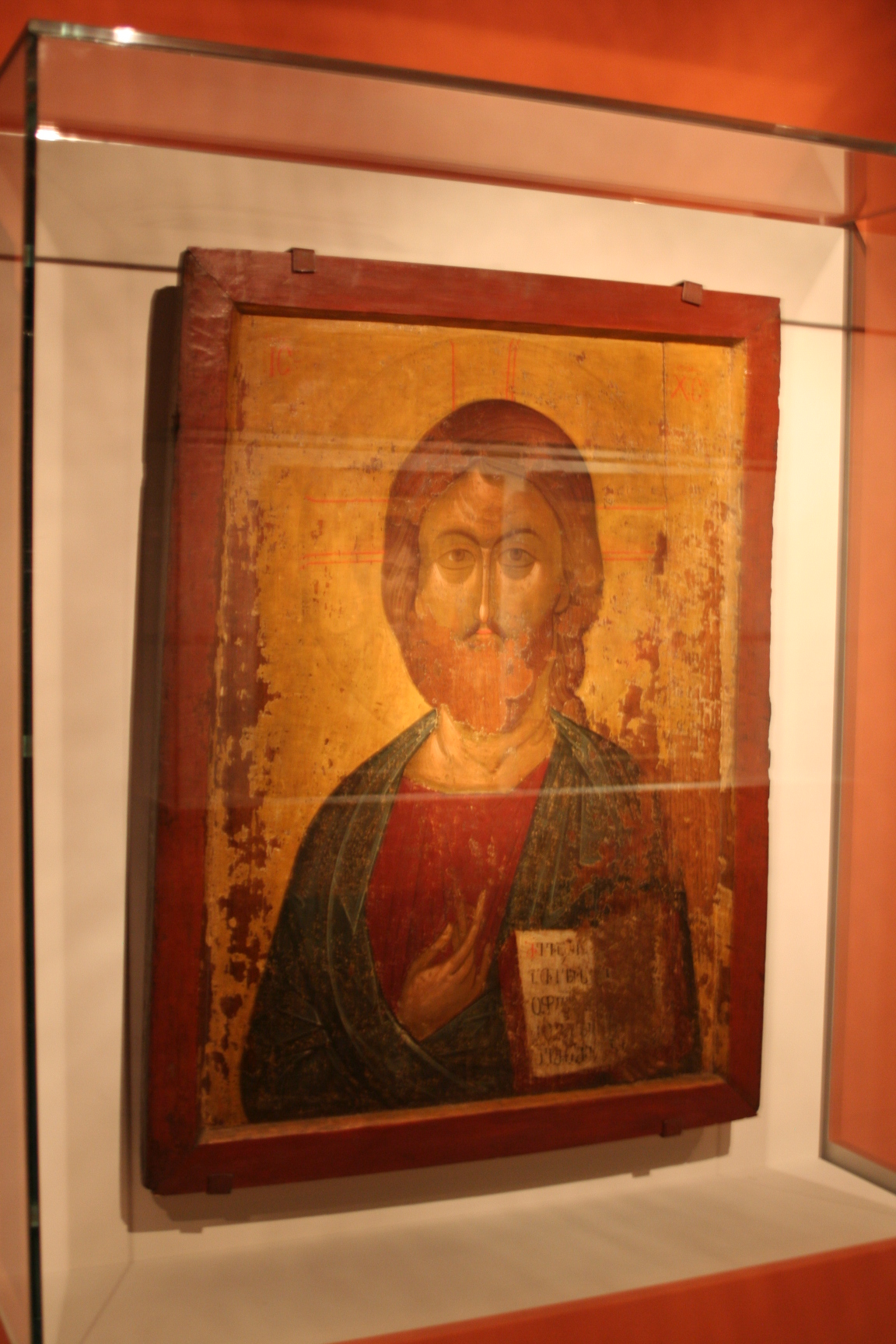
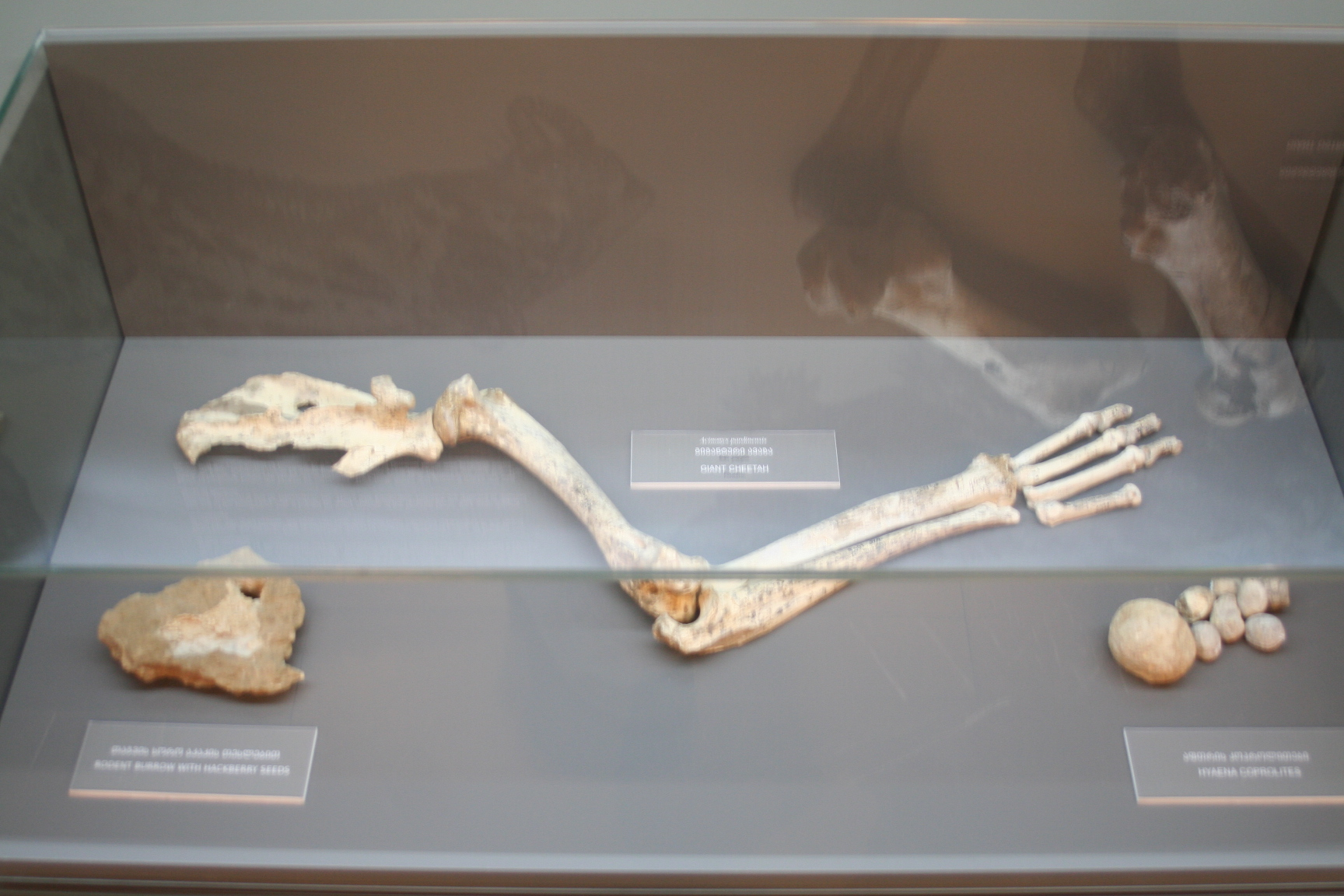
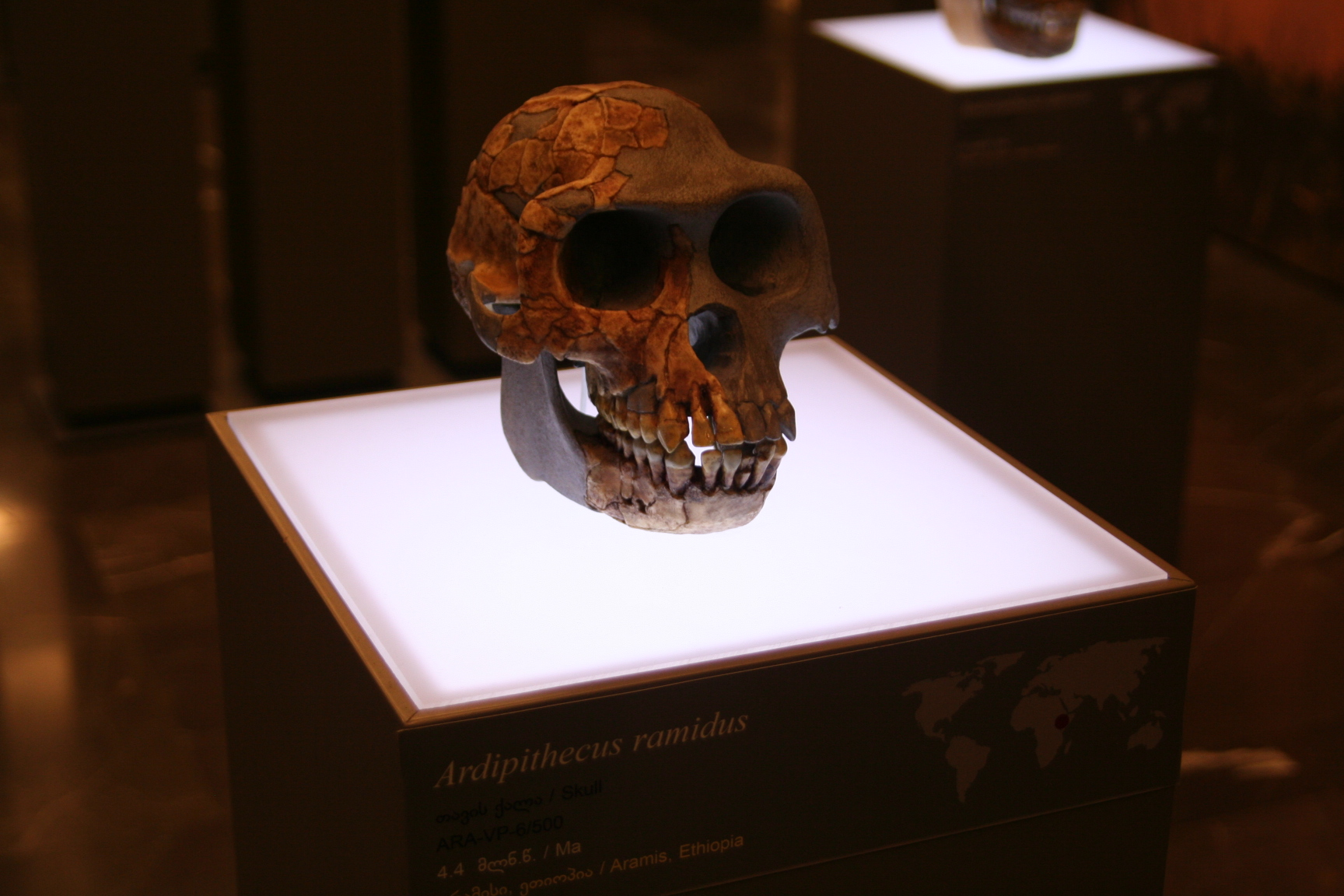
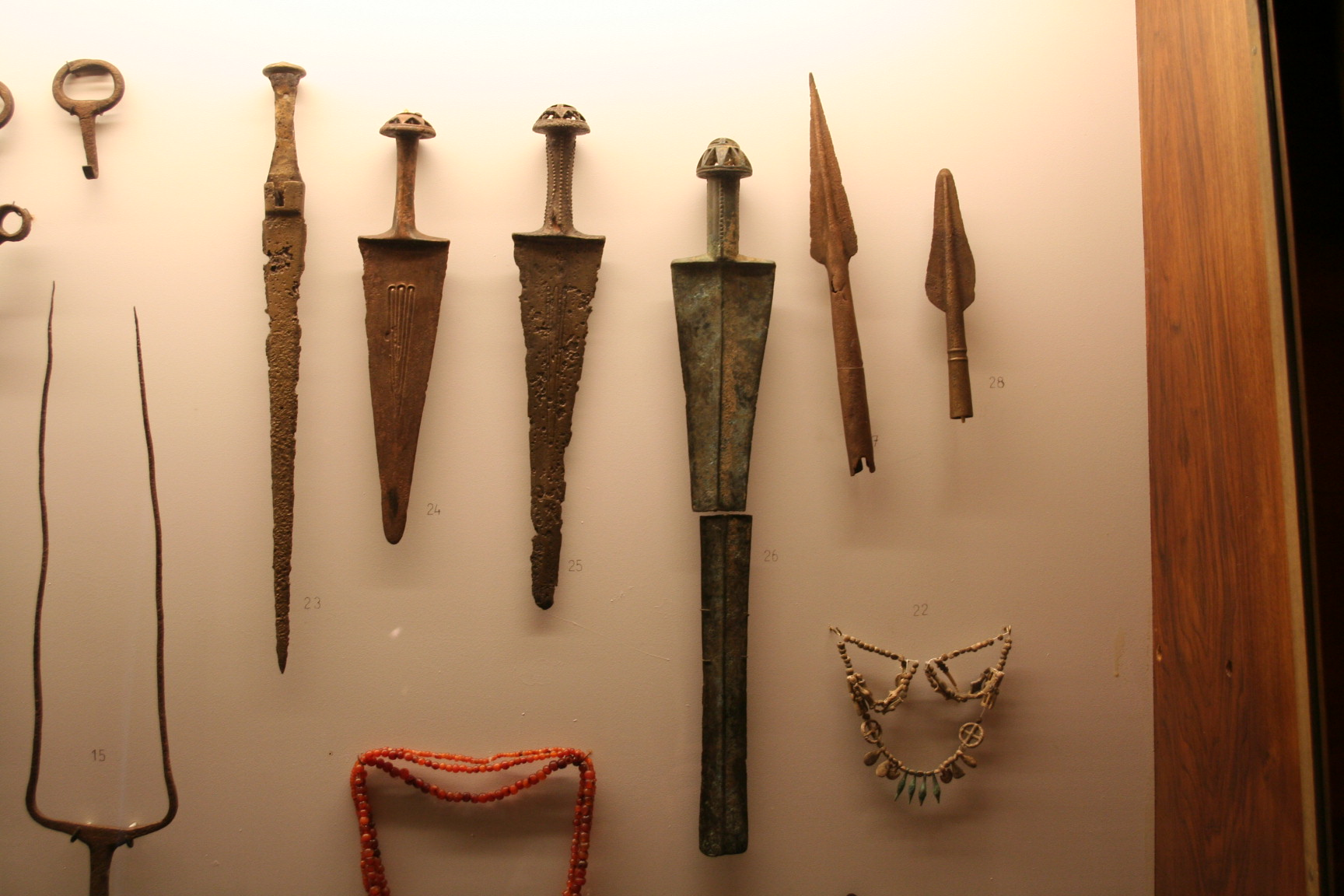